# Spomen područje Lug
Spomen područje Lug je spomen područje žrtavama Drugog svjetskog rata u šumi Lug u Bjelovaru unutar naselja Trojstveni Markovac. 

## Povijest otkrića
U šumi Lug u ljetu 1992. pronađeno je 7 grobnih jama u kojima je otkriveno i izvađeno 228 kostura ljudskih žrtava Drugog svjetskog rata, stradalih u proljeće i ljeto 1945. godine od partizana. Kasnije je ekshumirano na istom području još 65 žrtava masovnih ubojstava. U lipnju 2006. završena je u Lugu zajednička grobnica i time osigurano trajno počivalište žrtvama čiji su posmrtni ostaci položeni u grobnicu 28. lipnja 2006. uz veličanstven ispraćaj, kada im je i otkriveno spomen obilježje sa središnjim križem.
Jednom godišnje održava se komemoracija uz koncelebriranu svetu misu, koju služi bjelovarsko-križevački biskup.

## Šuma Lug
Šuma Lug administativno pripada pod naselje Trojstveni Markovac u sastavu Grada Bjelovara. Do šume Lug vodi ulica "Put žrtvama u Lugu". Šuma služi i za rekreaciju s 2,5 kilometara postojećih staza. Državnom šumom hrasta lužnjaka staroj 140 godina gospodare „Hrvatske šume”. Sjeku se samo suha i oštećena stabla.
U neposrednoj blizini nalazi se ribnjak, koji funkcionira od 1996. godine te se uredno poribljava raznim ribljim vrstama kao što su: tolstolobik, som, šaran, amur, smuđ i dr. Svake godine održava se memorijalni turnir ”Josip Bužonja” u spomen na pokojnog tajnika ŠRD Bjelovacka. Bjelovarska istočna obilaznica otvorena krajem 2019. godine prolazi kroz šumu Lug. Prilikom radova na toj obilaznici, u šumi Lug pronađeni su 2017. godine ostaci većeg rimskog ruralnog naselja i rimske ceste.
Uz financiranje iz Europskog poljoprivrednog fonda za ruralni razvoj, u studenome 2021. počeli su radovi u sklopu projekta „Poučno tematska staza s pratećim sadržajem – šuma Lug, Bjelovar“. Radovi su završeni u ljeto 2022., kada je otvorena tematska poučna staza u suradnji s „Hrvatskim šumama”. Sedam informativno-edukativnih ploča sadrže informacije o znamenitostima – biljnom i životinjskom svijetu šume Lug uz skulpture drvenih životinja.